# Peter Oliver Loew
Peter Oliver Loew (ur. 30 kwietnia 1967 we Frankfurcie nad Menem) – niemiecki historyk, tłumacz, wykładowca uczelni, zajmujący się historią Polski.

## Życiorys
Studiował historię Europy Wschodniej, slawistykę i ekonomię na uniwersytetach w Norymberdze (1989–1991), Fryburgu (1991–1993) i Berlinie (1993–1997). W roku 2001 obronił doktorat na Wolnym Uniwersytecie Berlińskim na podstawie pracy o miejscowej kulturze historycznej w Gdańsku w latach 1793–1997, a habilitował się na Uniwersytecie Technicznym w Dreźnie w 2014 roku.
W latach 2001–2002 był pracownikiem naukowym w Geisteswissenschaftliches Zentrum Geschichte und Kultur Ostmitteleuropas w Lipsku. Od roku 2002 jest wicedyrektorem ds. nauki oraz pracownikiem naukowym, od roku 2019 pełni funkcję dyrektora Niemieckiego Instytutu Kultury Polskiej w Darmstadt. W roku akademickim 2006/2007 otrzymał powołanie na stanowisko wykładowcy uniwersytetu w Moguncji, a od roku 2009 wykłada on na Uniwersytecie Technicznym w Darmstadt. Zajmuje się również tłumaczeniem książek z języków polskiego i angielskiego.
Zajmuje się historią stosunków polsko-niemieckich w czasach nowożytnych, historią regionu i miasta, szczególnie historią Gdańska i Pomorza Gdańskiego, a także historią mniejszości narodowych oraz aspektami kulturalnymi historii Europy środkowo-wschodniej w XIX i XX wieku. Jego książka "My niewidzialni, historia Polaków w Niemczech" była inspiracją wydarzenia multimedialnego "Agora Mędrców - My Niewidzialni", którego Peter Oliver Loew był gościem specjalnym. Widowisko odbyło się w Gdyńskim Centrum Filmowym.
W 2014 roku został wyróżniony Nagrodą Miasta Gdańska za Promocję Kultury Miasta Gdańska im. Marcina Opitza oraz otrzymał Medal św. Wojciecha za wkład pracy w badania historii Gdańska, w szczególności literatury i kultury XIX-wiecznego Gdańska i ich popularyzację w językach niemieckim i polskim, a także za działania dla pogłębienia przyjaźni między naszymi narodami, za całokształt wybitnej działalności naukowej, pedagogicznej i społecznej w kraju i zagranicą.
Od 2022 roku jest członkiem Rady Muzeum Gdańska, od maja 2024 także członkiem Rady Akademickiej Europejskiej Sieci Pamięć i Solidarność (ENRS).
W 1995 roku ożenił się z Zenoną Choderny, germanistką UG.

## Kierunki prac naukowych
- Historia Polski
- Historia Niemiec i współczesne stosunki polsko-niemieckie
- Historia i współczesność Gdańska
- Pomorze Gdańskie
- Historia Śląska
- Historia kultury historycznej
- Historia literatury i muzyki
- Historia porównawcza Europy środkowo-wschodniej

## Publikacje (wybór)
- (wspólnie z Jarosławem Ellwartem:) Śladami Bismarcka po Pomorzu. Region, Gdynia 2001, ISBN 83-87400-60-2. Niemieckie wydanie: Auf Bismarcks Spuren in Hinterpommern. Ein historisch-touristischer Leitfaden. Region, Gdynia 2003, ISBN 83-87400-78-5
- Danzig und seine Vergangenheit, 1793 bis 1997. Die Geschichtskultur einer Stadt zwischen Deutschland und Polen. (Gdańsk i jego przeszłość) Fibre, Osnabrück 2003, ISBN 3-929759-73-X
- (Hg.:) Polen denkt Europa. Politische Texte aus zwei Jahrhunderten. (Polski myśli o Europie) Suhrkamp, Frankfurt am Main 2004, ISBN 3-518-41621-9
- Gdańsk literacki (1793–1945). Mestwin, Gdańsk 2005.
- Gdańsk. Między mitami. Borussia, Olsztyn 2006.
- Literarischer Reiseführer Danzig. Acht Stadtspaziergänge. (Literacki przewodnik po Gdańsku) Deutsches Kulturforum Östliches Europa, Potsdam 2009, ISBN 978-3-936168-43-3
- Das literarische Danzig 1793 bis 1945. Bausteine für eine lokale Kulturgeschichte. (Gdańsk literacki 1793-1945) Peter Lang, Frankfurt am Main u.a. 2009, ISBN 978-3-631-57571-0
- Danzig. Biographie einer Stadt. (Gdańsk. Biografia miasta) C.H. Beck, München 2011, ISBN 978-3-406-60587-1